# Provincia di Yala
La provincia di Yala  (in thailandese จังหวัดยะลา, Changwat Yala) è in Thailandia, nella regione della Thailandia del Sud, al confine con la Malaysia. Si estende per 4.521,1 km² e a tutto il 2020 aveva 538 602 abitanti con una densità di popolazione di 119,13 ab/km². Il capoluogo è il distretto di Mueang Yala, dove si trova la città principale Yala. È una delle tre province della Thailandia a maggioranza musulmana.

## Geografia antropica

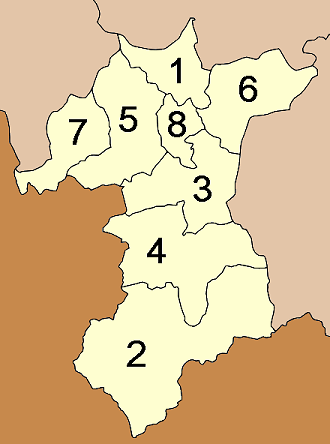
Mappa degli amphoe

La provincia è suddivisa in 8 distretti (amphoe). Questi a loro volta sono suddivisi in 56 sottodistretti (tambon) e 341 villaggi (muban).
| 1. Mueang Yala 2. Betong (in malay: Betung) 3. Bannang Sata (in malay: Benang Setar) 4. Than To 5. Yaha 6. Raman (in malay: Reman) 7. Kabang (in malay: Kabe) 8. Krong Pinang (in malay: Kampung Pinang) |

### Amministrazioni comunali
A tutto il 2020, l'unico comune della provincia con lo status di città maggiore (thesaban nakhon) era Yala, che aveva 59 983 residenti. I due comuni che rientravano tra le città minori (thesaban mueang) erano Betong (con 26 421 residenti) e Sateng Nok (33 914). Erano inoltre presenti 13 municipalità di sottodistretto (thesaban tambon), tra le più popolose delle quali vi erano Kotabaru (con 5 877 residenti) e Mueang Raman (5 099). Nell'aprile 2020, le aree che non ricadevano sotto la giurisdizione delle amministrazioni comunali erano governate da un totale di 47 "Organizzazioni per l'amministrazione del sottodistretto" (ongkan borihan suan tambon).